# 白色卐字
白色卐字是蒙古国新纳粹组织，由阿里温包勒德·阿勒坦呼木于1990年代创立，彼时正值蒙古向市场经济转型，经济不平等随之加剧。

## 规模

白万字成員行納粹禮

该组织声称拥有3000名成员，但路透社在2013年报道称其“仅有一百余人”，而蒙古历史学家尼亚姆·普鲁甫在2009年估计其实际成员仅为“几十人”。其政治附属组织在2008年国家大呼拉尔选举中获得的选票不足1%。

## 意识形态
阿勒坦呼木表示：“我们选择新纳粹主义的原因是因为蒙古现在的情况就像1939年的德国，而阿道夫·希特勒的运动让他的国家变得强大。”他还曾赞扬弗朗西斯科·佛朗哥和成吉思汗。
该组织的联合创始人化名“老大”，他说：“我们尊敬阿道夫·希特勒。他教会了我们如何维护民族认同……我们不同意他的极端主义和发动二战的行为。我们反对所有那些杀戮，但支持他的意识形态。我们支持民族主义，而不是法西斯主义。”该组织成员穿着纳粹制服（如类似党卫军的军装），使用“胜利万岁”口号、铁十字和纳粹鹰徽。他们为使用纳粹符号的行为辩解，称卍字源自亚洲。“老大”声称该组织不提倡犯罪，会将“犯罪分子”清除出成员队伍，并要求成员具备良好的教育背景。他还表示，该组织与蒙古的其他极端民族主义团体有密切合作。
该组织成员极端反华，反对异族通婚。一位支持者表示：“我们必须确保民族血统纯正，这关系到我们的独立……如果我们开始与中国人通婚，他们会慢慢吞噬我们。蒙古社会并不富裕，有钱的外国人可能会把我们的女人抢走。”该组织被指控骚扰并煽动针对异族情侣、外国人、性工作者及LGBT群体的暴力行为。他们曾以与中国男性有过关系为由剃光蒙古女性的头发，甚至通过在额头上刺字羞辱她们。
2013年，该组织试图将重点转向反对蒙古采矿活动带来的污染。在接受路透社采访时，阿勒坦呼木表示：“我们的目标从街头对抗外国人，变成了对抗采矿公司。”该组织成员曾前往矿区并要求查看相关文件，若认为管理不善甚至会进行破坏，具体行为包括没收钥匙或刺破车辆的轮胎。他们还要求采集土壤样本，以检测是否存在污染。阿勒坦呼木称，该组织试图承担地方政府在监管外国采矿公司方面未能履行的职责。